# Daniel Catenacci
Daniel Alexander Catenacci (Richmond Hill, 9 marzo 1993) è un hockeista su ghiaccio canadese naturalizzato italiano, milita come attaccante nei Guildford Flames, squadra della Elite Ice Hockey League, e nella Nazionale italiana.

## Biografia
È un figlio d'arte: il padre è Maurizio Catenacci, ex giocatore di hockey su ghiaccio della Nazionale italiana.

## Carriera

### Giovanili
Catenacci, dopo essersi distinto nella formazione giovanile canadese dei York Simcoe Express, con i quali vinse il titolo alla sua seconda stagione, e con una breve parentesi in OJHL con i Villanova Knights, fu selezionato come prima scelta assoluta dai Sault Ste. Marie Greyhounds nel Draft 2009 della Ontario Hockey League.
Con i Greyhounds disputò due campionati positivi. Nella stagione 2010-11 venne nominato capitano alternativo e risultò il miglior marcatore della squadra con 71 punti in 67 partite. Nel gennaio 2011 prese parte al Top Prospects Game della Canadian Hockey League per il Team Orr, in cui vinse la Fastest Skater Competition. L'agosto seguente venne ceduto agli Owen Sound Attack in cambio di Andrew Fritsch, Michael Schumacher e una seconda scelta al draft.
Nell'estate dello stesso anno fu scelto dai Buffalo Sabres al draft 2011 al terzo giro, 77ª scelta assoluta.

### Club
Catenacci entrò così a far parte del sistema dei Sabres e nell'aprile 2013 fece il suo esordio nel professionismo con la squadra satellite dei Rochester Americans durante i playoff di American Hockey League.
Il 5 febbraio 2016 fu richiamato dai Sabres dalle minors. Fece il suo debutto in National Hockey League il giorno successivo in una partita contro i Boston Bruins. Durante il suo terza match, contro i Philadelphia Flyers, si infortunò a causa di una carica subita da Radko Gudas.  Dopo aver trascorso una settimana in infermeria, venne riassegnato a Rochester il 19 febbraio. Il 1º marzo seguente venne nuovamente richiamato dai Sabres. Concluse la stagione con Buffalo totalizzando 11 partite, senza mettere a referto nessun punto.
Nel febbraio del 2017 i Sabres lo cedettero ai New York Rangers per Mat Bodie, capitano del farm team degli Hartford Wolf Pack, squadra a cui a sua volta Catenacci fu subito girato. Raccolse anche una presenza in NHL con la maglia dei Rangers.
Rimasto svincolato, nell'estate del 2018 firmò per l'Hockey Club Bolzano, squadra iscritta al campionato sovranazionale EBEL, per la sua prima esperienza europea. Con i biancorossi migliorò le sue statistiche di anno in anno, guadagnandosi il rinnovo contrattuale anche per le tre stagioni successive.
La stagione 2021-2022 fu negativa per la squadra, che rimase fuori dai play-off, e il rendimento di Catenacci si rivelò al di sotto delle aspettative, tanto che nell'aprile 2022 venne lasciato libero dal Bolzano e fu messo sotto contratto dall'HC Val Pusteria.
L'annata trascorsa a Brunico non fu semplice visto che i Lupi non riuscirono a guadagnarsi l'accesso ai play-off, ma Catenacci riuscì comunque a distinguersi registrando la più alta percentuale di face-off del campionato, che gli valse la riconferma per la stagione successiva.

### Nazionale
Catenacci nella stagione 2010-2011 fece parte della Nazionale canadese Under-18, con cui partecipò al Memorial Ivan Hlinka (vinto in finale contro gli Stati Uniti under 18), e ai mondiali di categoria, chiusi al quarto posto.
Avendo indossato la maglia delle nazionali giovanili canadesi, dovette maturare quattro stagioni consecutive in una squadra di club italiana per ottenere l'eleggibilità per vestire la maglia azzurra, che avvenne ad agosto 2022.
La prima convocazione con il Blue Team arrivò, invece, nell'ottobre 2023 in occasione del Tamás Sárközy Memorial Tournament di Budapest, ma dovette declinare, a seguito di un infortunio al ginocchio subito nei giorni antecedenti al torneo, durante una partita di campionato contro il Fehérvár AV19. Esordì qualche mese più tardi, l'8 febbraio 2024 alla Sparkasse Arena di Bolzano, in un match amichevole contro la Slovenia perso 5-1.
Fra il 28 aprile e il 4 maggio dello stesso anno prese parte ai Mondiali di Iª Divisione - Gruppo A di Bolzano. Nell'incontro inaugurale vinto 6-1 contro la Romania siglò la sua prima rete con gli Azzurri.

## Palmarès

### Giovanili
- OMHA Bantam AAA Champion: 1

York Simcoe Express U15 AAA: 2007-2008

### Nazionale
- Memorial Ivan Hlinka: 1

2010

### Individuale
- CHL Top Prospects Game: 1

2010-2011